# Етуви
Етуви (фр. Etouvy) насеље је и општина у северној Француској у региону Доња Нормандија, у департману Калвадос која припада префектури Вир.
По подацима из 2011. године у општини је живело 305 становника, а густина насељености је износила 133,19 становника/km². Општина се простире на површини од 2,29 km². Налази се на средњој надморској висини од 120 метара (максималној 134 m, а минималној 82 m).

## Демографија
| 1962. | 1968. | 1975. | 1982. | 1990. | 1999. | 2011. |
| ----- | ----- | ----- | ----- | ----- | ----- | ----- |
| 122   | 136   | 152   | 198   | 227   | 279   | 305   |

График промене броја становника у току последњих година